# Стівен Голланд
Стівен Голланд (англ. Stephen Holland, 31 травня 1958) — австралійський плавець.
Призер Олімпійських Ігор 1976 року.
Чемпіон світу з водних видів спорту 1973 року.
Переможець Ігор Співдружності 1974 року.